# Farol da Selvagem Pequena
De Farol da Selvagem Pequena is een vuurtoren op het Portugese eiland Selvagem Pequena behorend tot de regio Madeira. Hij staat aan de noordkust van het eiland op de Pico do Veado.
De vuurtoren werd in 1977 gebouwd en werd op 12 juni 1977 in gebruik genomen.
Câmara de Lobos · Ilhéu Chão · Ilhéu de Cima · Ilhéu de Ferro · Ponta da Agulha · Ponta do Pargo · Ponta de São Jorge · Ponta de São Lourenço · Porto Moniz · Ribeira Brava · Selvagem Grande · Selvagem Pequena